# ریتا رنوار
ریتا رنوار (فرانسوی: Rita Renoir‎; ۱۹ ژانویهٔ ۱۹۳۸ – ۴ مهٔ ۲۰۱۶) هنرپیشه، طراح رقص، و بازیگر سینما اهل فرانسه بود.
از فیلم‌ها یا برنامه‌های تلویزیونی که وی در آنها نقش داشته‌است می‌توان به صحرای سرخ، شاه‌دانه و فرشته اشاره کرد.